# Ikiryō
 (octobre 2015).

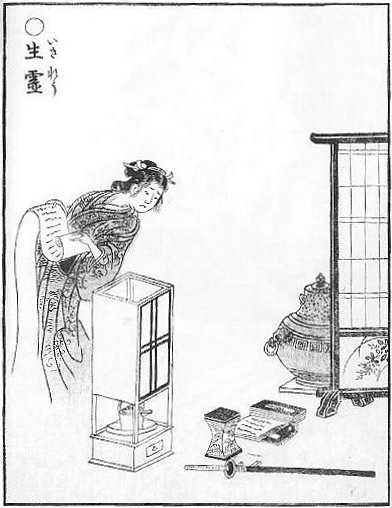
Ikiryō (生霊) extrait du Gazu Hyakki Yagyō de Toriyama Sekien

Ikiryō, ou shōryō, seirei, ikisudama (生霊, lit. « fantôme vivant »), dans la croyance populaire et la fiction japonaises, se réfère à un esprit qui quitte le corps d'une personne vivante et hante par la suite d'autres personnes ou des lieux, parfois sur de grandes distances,,. Le terme est utilisé par opposition avec shiryō, qui désigne l'esprit de ceux qui sont déjà décédés.